# Super Mario Maker
Super Mario Maker (japanischer Originaltitel: スーパーマリオメーカー, kurz: SMM) ist ein Level-Editor-Videospiel von Nintendo, das am 11. September 2015 exklusiv für die Wii U erschien. Mit diesem Titel wird das 30-jährige Jubiläum der Super-Mario-Bros.-Serie gefeiert.
Das Spiel wurde zunächst unter dem Arbeitstitel Mario Maker auf der E3 2014 und auf der E3 2015 schließlich als Super Mario Maker vorgestellt.
Im Gegensatz zu vorherigen Super-Mario-Spielen hat der Spieler die Möglichkeit, nahezu alle typischen Elemente der bekanntesten 2D-Jump-’n’-Run-Spiele von Super Mario zu verwenden und eigene Level zu bauen, die anschließend auch online von anderen Nutzern gespielt und heruntergeladen werden können. Dabei gibt es auch die Möglichkeit Elemente in einer Art und Weise zu verwenden, wie es sie in den bisherigen Spielen nicht gab. Der Ersteller von Leveln kann z. B. Gegner, die normalerweise nur in Oberwelt-Level vorkommen, unter Wasser platzieren oder sie aufeinander stapeln. Das Spiel enthält mehr als 60 verschiedene fertige Beispiel-Level, wobei einer dieser Level von Michel Ancel, dem Schöpfer der Rayman-Spielreihe, stammt.
Weltweit wurden (Stand: Oktober 2015) über 3,3 Millionen Level hochgeladen.
Seit 31. März 2021 ist es nicht mehr möglich, Level hochzuladen.

## Gameplay
Das Spiel besitzt verschiedene Ausgangspunkte zur Levelgestaltung. In dem Spiel sind vier verschiedene Grafikdesigns aus den ursprünglichen Super-Mario-Spielen enthalten, zwischen denen gewechselt werden kann:
- Super Mario Bros. (NES, 1985)
- Super Mario Bros. 3 (NES, 1988)
- Super Mario World (SNES, 1990)
- New Super Mario Bros. U (Wii U, 2012)

Zusätzlich kann der Spieler zwischen verschiedenen Hintergründen wählen. So können Level im Obergrund, Untergrund, Spukhaus, als Festung oder unter Wasser gebaut werden. Der Hintergrund kann zwischen den zwei Levelbereichen gewechselt werden.
Der Spieler bzw. Levelgestalter beginnt mit einer Grundversion mit einem Grafikstil, einem Hintergrund und einigen Elementen, die verwendet werden können. Im Laufe des Bauens werden weitere Features freigeschaltet. Im Spiel sind bestimmte Mechaniken vorhanden, welche die Gestaltung beeinflussen z. B. kann durch Schütteln eines Elements oder Gegners mit dem Touchpen am Gamepad dessen Verhalten und/oder Aussehen verändert werden, so dass beispielsweise aus einem Koopa mit grünem Panzer einer mit rotem Panzer wird, der im Gegensatz zu ersterem an Abgründen umkehrt, anstatt hinunterzufallen. Des Weiteren gibt es eine sogenannte „10 Mario Challenge“, bei der die von Nintendo mitgelieferten Beispiellevel freigeschaltet und gespielt werden können.
Im Online-Modus können von anderen Spielern erstellte Level selbst gespielt, bewertet und kommentiert werden. Jeder Nutzer kann Online-Leveln, die ihm besonders gut gefallen, einen Stern geben. Die Level, die das beste Verhältnis von Sternen zu gespielten Nutzern haben, kommen in die sogenannte Sternrangliste. Eine gewisse Anzahl an Sternen muss jedoch dafür erreicht werden. Die Sternrangliste gibt es für vier Schwierigkeitsgrade (leicht, mittel, schwer und sehr schwer) und jeweils für regionale und globale Level.
Außerdem können bei der sogenannten „100 Mario Challenge“ von anderen Spielern hochgeladene, zufällig ausgewählte Level gespielt werden. Am Anfang dieser Challenge hat der Spieler 100 Versuche zur Verfügung, und er muss alle 16 Level (beim Schwierigkeitsgrad Sehr Schwierig sind es 6 Level) abschließen. Hierbei lässt sich aus vier unterschiedlichen Schwierigkeitsgraden auswählen. Diese werden nach und nach freigeschaltet, sobald ein Spieler die Challenge im vorherigen Schwierigkeitsgrad meistert.
Mit einem kostenlosen Software-Update, das am 5. November erschien, fügt Nintendo mehr bekannte Spielelemente der Super-Mario-Bros.-Serie ein: So ist es seitdem möglich, pro Level bis zu zwei Rücksetzungspunkte zu platzieren, pro Levelbereich einen. Zusätzlich lassen sich die in den Blöcken deponierten Power-ups zukünftig auf Wunsch individueller abstimmen. Außerdem folgte mit Event-Level eine neue Kategorie, in der Level von „bekannten eigenständigen Unternehmen“ erstellt und veröffentlicht werden, in welchen unter anderem auch neue Amiibo-Kostüme Verwendung finden. Außerdem gibt es Level offizieller Nintendo-Baumeister. Diese werden bspw. von Gameplay-Elementen wie dem Radierer und dem Hund, der im Baumodus die Rückgängig-Funktion darstellt, anstelle von Spielern angeboten.

## Special Editions
Nintendo gab im Juli 2015 bekannt, dass das Spiel zum Release in drei Paketen angeboten wird: der Artbook Edition mit Spiel und einem Buch zum Spiel; der amiibo + Artbook Edition mit Spiel, Buch und der klassischen 8-Bit-Mario-Amiibo-Figur aus der Super Mario 30th Anniversary Collection; und dem Super Mario Maker Wii U Premium Pack, welches neben einer Wii-U-Konsole das Spiel, das Buch und die Mario Amiibo-Figur enthält.

## Super Mario Maker for Nintendo 3DS
Im Dezember 2016 erschien in Form von Super Mario Maker for Nintendo 3DS eine Fassung für den Nintendo 3DS. Hier fiel der Online-Modus weg, ansonsten handelt es sich um das gleiche Spiel.

## Nachfolger
Am 28. Juni 2019 erschien der Nachfolger Super Mario Maker 2 exklusiv für die Nintendo Switch, welches neben weiteren Neuerungen einen neuen Super-Mario-3D-World-Grafikstil enthält. Wie im Vorgänger können Spieler ihre eigenen Super-Mario-Level erstellen und anschließend hochladen.

## Kostüme und stilspezifische Items
Mit dem ?-Pilz kann Mario sich in andere Charaktere des Nintendo-Universums verwandeln. Momentan befindet sich die Anzahl der erhältlichen Kostüme bei 143, wenn man das Zufalls-Kostüm nicht dazu zählt. Man schaltet sich diese Kostüme auf verschiedene Arten frei. Einige sind von Anfang an erhältlich, andere bekommt man, indem man die 100-Mario-Herausforderung auf bestimmten Schwierigkeitsgraden schafft. Wieder andere bekommt man nur durch das Schaffen eines von Nintendo veröffentlichten Event-Levels. Gibt es von einem Charakter ein Amiibo, so kann man dessen Kostüm auch durch das Einscannen des Amiibo freischalten. Durch kostenlose Updates werden regelmäßig neue Kostüme (meistens zusammen mit einem Event-Level) hinzugefügt.
Da es in Super Mario Bros., im Gegensatz zu allen anderen verfügbaren Stilen, kein stilspezifisches Power-Up gibt, wurde der ?-Pilz hinzugefügt und ist dementsprechend auch dem Super-Mario-Bros.-Stil exklusiv. Hier ist eine Liste der stilspezifischen Items:
- ?-Pilz (Super Mario Bros., verleiht Mario ein Kostüm)
- Blatt (Super Mario Bros. 3, verleiht Mario den Tanuki-Anzug)
- Feder (Super Mario World, verleiht Mario das Cape)
- Propeller-Pilz (New Super Mario Bros. U, stammt ursprünglich aus New Super Mario Bros. Wii, verleiht Mario den Propeller-Anzug)

## Rezeption
Super Mario Maker hat national und international gute Bewertungen erhalten, wobei die Version für den Nintendo 3DS niedrigere Bewertungen erhielt als das Wii-U-Spiel.

„Mit dem Umfang und den Spieldesign-Möglichkeiten der LittleBigPlanet-Serie (bis hin zur Kreation anderer Genres) kann man erneut nicht mithalten, am bittersten sind aber die Einschnitte der 3DS-Fassung bei der Online-Unterstützung. Man darf mitgelieferte Levels von Nintendo und viele Nutzerexemplare von der Wii U spielen - doch wozu soll man unterwegs seine Energie in den Editor stecken, wenn man das Ergebnis nur mit Freunden oder per Street-Pass tauschen darf?“

„Mario Maker ist ein Spiel für jede Gelegenheit. Eines, das euch bauen und erleben lässt, verfeinern und ergänzen, springen und scheitern, so fingerfertig dargereicht, wie ein oft an die Sperrigkeit geketteter Editor nur sein kann. Nintendo presst einen mächtigen Bausatz auf den Touchscreen, die einzige Begrenzung euer schöpferischer und in Mechaniken denkender Horizont, natürlich immer im Rahmen der Mario-Welt. Little Big Planet mag mehr Möglichkeiten haben, aber so unkompliziert und spielerisch wie hier, das gibt es nur bei Nintendo.“

Das deutschsprachige Konsolenmagazin GamePro entschloss sich dazu, keine Wertung zu vergeben, da es sich bei Super Mario Maker nicht um ein Spiel, sondern einen Editor handle und so die klassischen Maßstäbe an Balancing und Spieldesign durch die communitygenerierten Inhalte nicht angelegt werden können.